# Una muerte silenciosa
Una muerte silenciosa es una película de suspenso policial argentina de 2025 dirigida por Sebastián Schindel. Narra la historia de un cazador que intenta descubrir la verdad sobre la misteriosa muerte de su sobrina, que murió de un disparo en la propiedad de su vecino. Está protagonizada por Joaquín Furriel, Alejandro Awada y Soledad Villamil. La película se estrenó el 9 de enero de 2025 en las salas de cines de Argentina.

## Sinopsis
Ambientada en la década de los ochenta y situada en la Patagonia argentina, la trama sigue a Octavio, un hombre que trabaja como guía de caza en la finca de Klaus, su vecino y amigo que recibe a turistas aficionados por la caza. Sin embargo, una noche escuchan un disparo en la finca, lo cual levanta raras sospechas, porque es algo que está prohibido durante ese momento del día. Cuando deciden averiguar qué  fue lo que pasó, descubren que el disparo ocasionó la muerte de Sofía, la sobrina adolescente de Octavio que en ese momento estaba con su novio y el hijo de Klaus, lo que desata un fuerte enfrentamiento entre las familias de los involucrados.

## Reparto
- Joaquín Furriel como Octavio
- Alejandro Awada como Klaus
- Soledad Villamil como Bea
- Víctor Laplace como Suárez
- María Marull como Ingrid
- Patricio Contreras como Menossi
- Sol Wainer como Sofía
- Gonzalo Garrido como Julio
- Ramiro Pintor como Max
- Camila Peralta como Roxana
- Javier Pedersoli como Adolfo Melo
- Juan Alari como Cabo
- Diego Mamone como Beto Menossi
- Mario Pisciolari como Raúl Menossi

## Recepción

### Comentarios de la crítica
La película recibió críticas favorables por parte de la prensa. Guillermo Courau de La Nación destacó que «la construcción de la historia es lo suficientemente sólida para permitirle al espectador dudar de primeras impresiones» y además cuenta con una «excelente fotografía de Guillermo Nieto». Sofía Ferrero Cárrega de La Voz del Interior mencionó que «la historia está contada de una manera bastante clásica» y «mantiene un ritmo que no da tregua, aunque algunos aspectos de la historia queden demasiado indefinidos».
En una reseña para Clarín, Pablo O. Scholz escribió «Una muerte silenciosa es un filme que se ve espectacular gracias a la fotografía de Guillermo Nieto, en lo formal, y que tiene un elenco de notables surcando la pantalla». Juan Pablo Russo de Escribiendo cine señaló que «algunos giros argumentales no logran integrarse con fluidez al desarrollo de la historia. Estas resoluciones parecen más funcionales que orgánicas, afectando la progresión narrativa, especialmente en el tramo final».